# Ramucirumab
Le ramucirumab est un anticorps monoclonal recombinant ciblant le récepteur 2 (VEGFR2 ou KDR) du facteur de croissance de l’endothélium vasculaire (VEGF) et en cours de test comme médicament anticancéreux.

## Évaluations
Il prolonge la survie des patients porteurs d'un cancer de l'estomac avancé ou d'un cancer de la jonction gastro-oesphagienne.
En seconde ligne et en combinaison avec le doxetaxel, il améliore la survie des patients ayant un cancer du poumon non-à petites cellules. ou un cancer uothélial.

## Effets secondaires
L'hypertension artérielle est l'effet secondaire le plus notable.